# Julio Tello
Pour les articles homonymes, voir Tello.
Julio César Tello Rojas, né à Huarochirí, le 11 avril 1880 et mort à Lima, le 7 juin 1947, est un médecin, anthropologue et archéologue péruvien.

## Biographie
Fils de paysans, Julio Tello suit des études de médecine et présente devant la faculté de médecine de l'université nationale principale de San Marcos, le 16 novembre 1908, sa thèse sur le thème « Antiquité de la syphilis au Pérou. » Il présente également une thèse en sciences anthropologiques à l'université Harvard en 1911.
Il dirige de nombreuses fouilles et contribue au développement de l'archéologie péruvienne. Son œuvre s'attache en particulier à offrir au Pérou une culture mère, matrice des autres civilisations sud-américaines : c'est la « culture de Chavín », qu'il contribue fortement à définir. La citadelle de Chavín sera inscrite au patrimoine mondial par l'UNESCO en 1985. 
En opposition aux courants de l'époque, il soutient que les cultures autochtones du Pérou sont le produit de l'expérience humaine dans ces territoires, et non d'une influence étrangère. En l'absence de traces de culture primitive, il estimait que le tronc commun de toutes les hautes cultures péruviennes ne pouvait provenir que des régions amazoniennes, d'où l'homme, d'abord chasseur-cueilleur, avait progressivement émergé pour conquérir les vallées andines à la recherche de meilleures conditions de vie.
Son œuvre est immense, avec plusieurs dizaines d'ouvrages qui contribuèrent à faire connaître au monde les civilisations précolombiennes du Pérou.
Député de Huarochiri au Congrès du Pérou entre 1917 et 1929, il fonde le Musée d'archéologie péruvienne en 1924. Il meurt le 7 juin 1947, et est enterré dans les jardins du Musée national d'archéologie et d'anthropologie à Lima.

## Œuvres
- Introducción a la historia antigua del Perú (1921). Lima.
- Antiguo Perú. Primera época (1929). Edité par la Commission du 2e Congrès Sud-américain du Tourisme. Lima. 183 p.
- Arqueología del valle de Casma. Culturas: Chavín, Santa o Huaylas Yunga y Sub-Chimú. Informe de los trabajos de la Expedición Arqueológica al Marañón de 1937 (1956). Lima, Ed. San Marcos, 344 p.
- Paracas, primera parte (1959). Vol. 1. Coll. Anthropologie du fonds « Julio C. Tello » de l'université Nationale Mayor de San Marcos, Lima. 129 pp.
- Chavín. Cultura matriz de la civilización andina (1960, premiere partie). Coll. Anthropologie du fonds « Julio C. Tello » de l'université Nationale Mayor de San Marcos, vol. II. Lima. 364 pp.
- Páginas escogidas (1967). Choix et introd. de Toribio Mejía Xesspe. Université Nationale Mayor de San Marcos. Lima. 241 pp.